# Berlins polis
Berlins polis, tyska: Polizei Berlin, är det tyska förbundslandet Berlins delstatliga polismyndighet, Landespolizei. Fram till 2021 benämndes myndigheten i officiella sammanhang med dess traditionella beteckning Der Polizeipräsident in Berlin.
År 2022 hade myndigheten över 26 000 anställda inräknat aspiranter och personer under utbildning. De sammanlagda utgifterna för Berlins polisväsen låg då på omkring 1,5 miljarder euro årligen.
Polismyndigheten är underställd Berlins senats förvaltning för inrikes-, digitaliserings- och idrottsfrågor. Dess uppgifter och befogenheter regleras i Allgemeines Sicherheits- und Ordnungsgesetz (ASOG Bln).
Högkvarteret ligger vid Platz der Luftbrücke 6 i stadsdelen Tempelhof.

## Historia

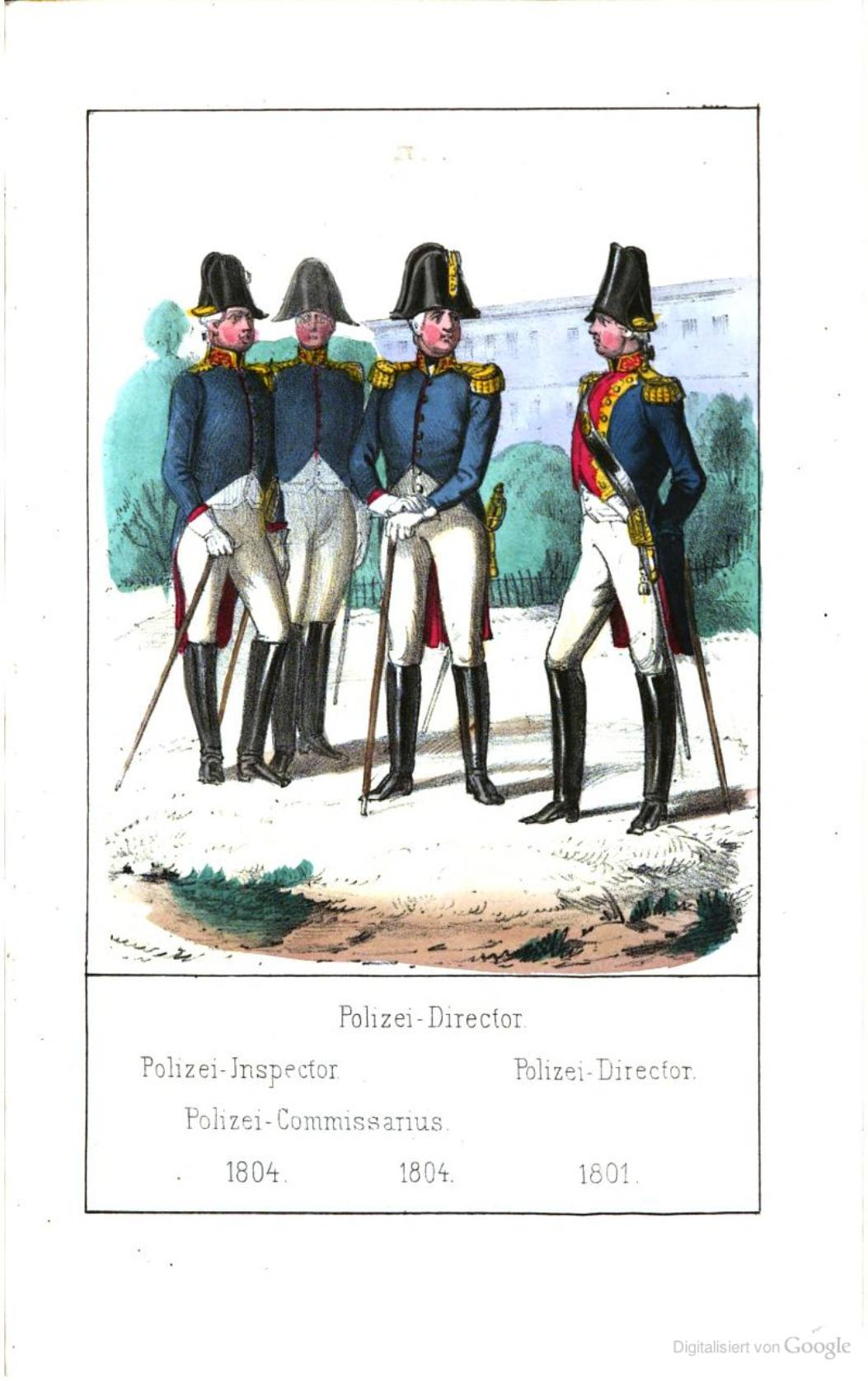
Polisuniformer för anställda vid polisdirektoriet i Berlin, 1804.

Redan år 1718 inrättade Berlins magistrat ett polisinspektörsämbete med fyra till fem underordnade, som framförallt ansvarade för brandskydd, nattvakt och inspektion av lokala näringsverksamheter. Senast från 1769 fanns ett polisdirektorium med olika avdelningar för egentliga polisfrågor (ordningspolis och marknadsövervakning), byggpolis, näringspolis och service som brandkår och nattvakt.

### Kungliga preussiska polispresidiet i Berlin (1809–1850)
Den 25 mars 1809 grundades Königlich Preußische Polizeipräsidium zu Berlin av kung Fredrik Vilhelm III av Preussen. Han utnämnde då Karl Justus Gruner, 1815 adlad von Gruner, till polispresident (polischef). År 1811 blev direktören för Berlins stadsrätt, Diederich Friedrich Carl von Schlechtendal, Gruners efterträdare. De sex anställda vid Kriminaldeputationen vid stadsrätten: en kriminalinspektör, tre kriminalkommissarier och två kriminalsekreterare, överfördes till polispresidiet och därmed grundades Berlins kriminalpolis.
Den 23 juni 1848 grundade kung Fredrik Vilhelm IV den kungliga skyddspolisen (Königlichen Schutzmannschaft zu Berlin). Organisationen ersatte den tidigare uniformerade polisorganisationen och bestod av en överste, fem kaptener, tvåhundra Wachtmeister och 1 800 skyddspolismän, inklusive fyrtio beridna. Denna organisation räknas som föregångare till Schutzpolizei. Samma dag efterträddes Berlin polispresident Julius Rudolph Ottomar von Minutoli av Heinrich Moritz Albert von Bardeleben; denne efterträddes i sin tur i november samma år av Carl Ludwig Friedrich von Hinckeldey.
Skyddspolisens uppgifter var att patrullera och hålla ordning på gatan och fungera som kravallpolis. Här ville man uppträda så civilt som möjligt, då avsikten var att den överdrivet våldsamma insatsen från de kungliga gardesregementena vid marsoroligheterna 1848 inte skulle upprepas. Därför valde man medvetet en civil uniform med Londonpolisen som förebild. Polismännen bar en mörkblå ytterrock, grå byxor och en svart cylinderhatt. Broderierna på officerarnas kragar hade designats av kungen personligen. Beväpningen bestod av en infanterisabel med bygel enligt den nyare preussiska modellen, medan de beridna poliserna bar en sabel med parerplåt och en flintlåspistol. Sabeln fick endast användas till nödvärn. 
Flintlåspistoler och slaglåsgevär för alla skyddspoliser förvarades i polispresidiet, för nödsituationer. För att anställas skulle man ha ett prickfritt förflutet, vara ordningsam och modig. Tidigare erfarenhet av militärtjänst var inte nödvändig, däremot krävdes att man varit bosatt i Berlin i flera år, hade preussiskt medborgarskap och hade nödvändiga kunskaper i skrivning. Nyanställda fick vara högst 40 år gamla.
Utdrag ur polispresident von Bardelebens kungörelse från 23 juli 1848:
| ” | […] Ju friare ett folk är, desto orubbligare måste lagens makt stå fast och desto kraftfullare organ måste sättas in till dess skydd och verkställande. […] Helt väsensskilt från att åter vilja inskränka medborgarnas frihet eller leda tillbaka till polisstatens ängsliga förmynderisystem, ska den endast vara väktare och förkämpe för lagen. Det kommer dock bara vara möjligt för skyddspoliserna att lösa sin svåra uppgift, när de kan ta starkt stöd i förtroendet från medborgarna, ur vilka de är sprungna och för vilkas intresse de kallats att verka. | „ |

### Lokal-, trafik- och skyddspolis (1850–1945)

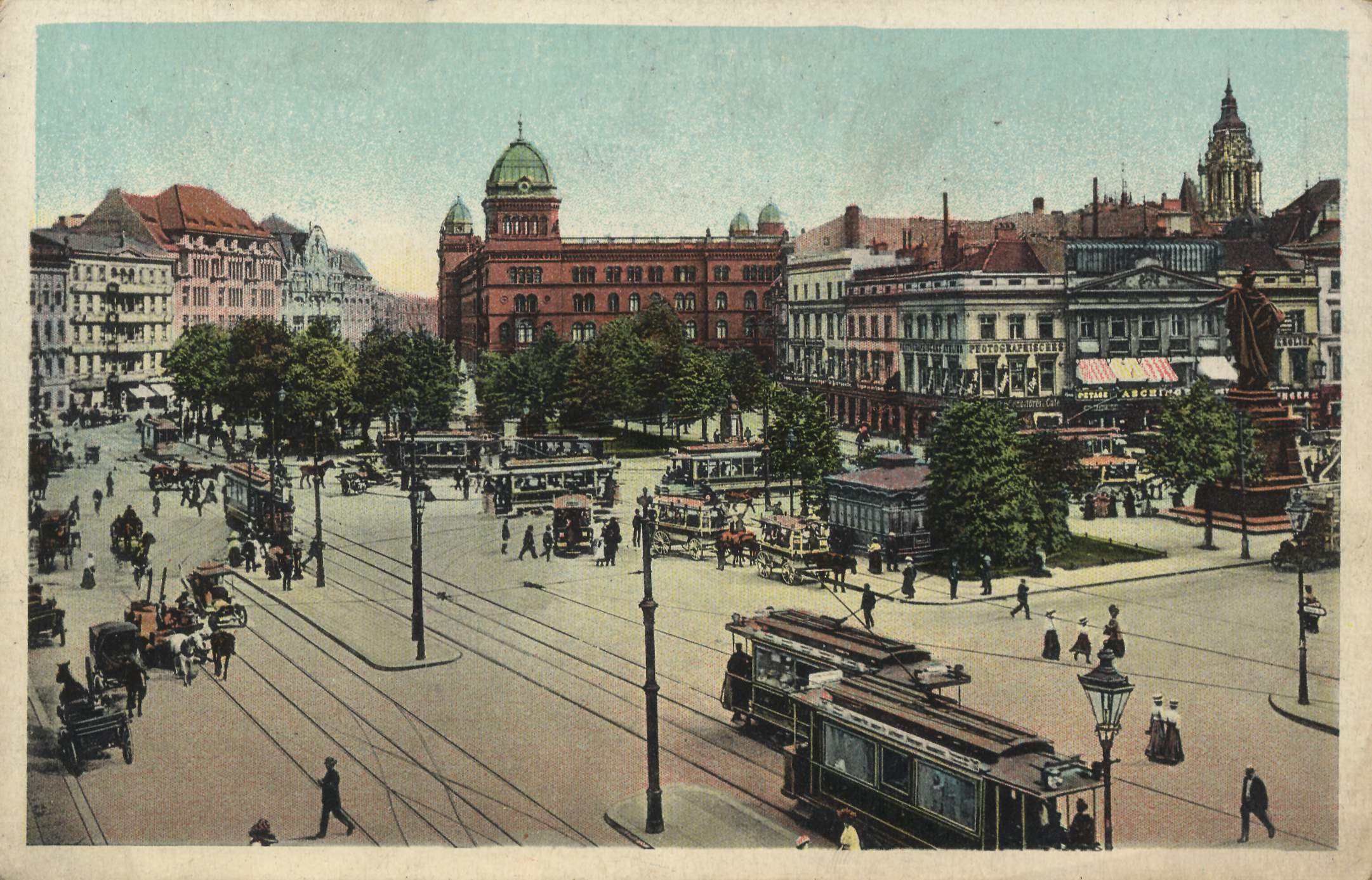
Berlins polispresidiebyggnad "Rote Burg" vid Alexanderplatz omkring 1900 (i mitten).

Förutom skyddspolisen och lokalpolisen (sammanslagna 1850) uppstod under åren fram till 1854 de första centrala enheterna som inrättats efter fackkompetens istället för geografiskt område, till exempel kriminal-, sedlighets- och marknadspolisen. Ur den senare uppstod dagens handelspolis i Berlin.
År 1866 skapades fångtransportväsendet. Det handlade i första hand om en grön hästdragen vagn med luftspalter, som kom att kallas "Grüne Minna".
Den tilltagande gatutrafiken i Berlin ledde till att trafikpolisen grundades 1873. För att synas bättre bar trafikpoliserna fram till omkring 1930 vita armbindlar, därefter vita hjälmar eller mössor och rockar. Av denna anledning kallades de i folkmun "Weisse Mäuse", de vita mössen. Från år 1902 hade Berlinpolisen en mordkommission. 

#### Novemberrevolutionen
Under tyska novemberrevolutionen blev Emil Eichhorn den förste polispresidenten i Berlin efter monarkins fall. Den nytillträdda regeringen, förvirringen som rådde under revolutionsdagarna och det maktvakuum som uppstått inom den exekutiva statsmakten krävde att regeringen och parlamentet skyddades genom förstärkta och paramilitära polisstyrkor. Eichhorn avsattes 3 januari 1919 på order av den interimistiske regeringschefen Friedrich Ebert (SPD), efter att Eichhorn vägrat agera mot den rådsrepublikvänliga Volksmarinedivision som inkvarterat sig i Berlins slott. Från januari 1919 till mars 1920 var Eugen Ernst Berlins polispresident, utöver sin roll som medlem av Nationalförsamlingen i Weimar.

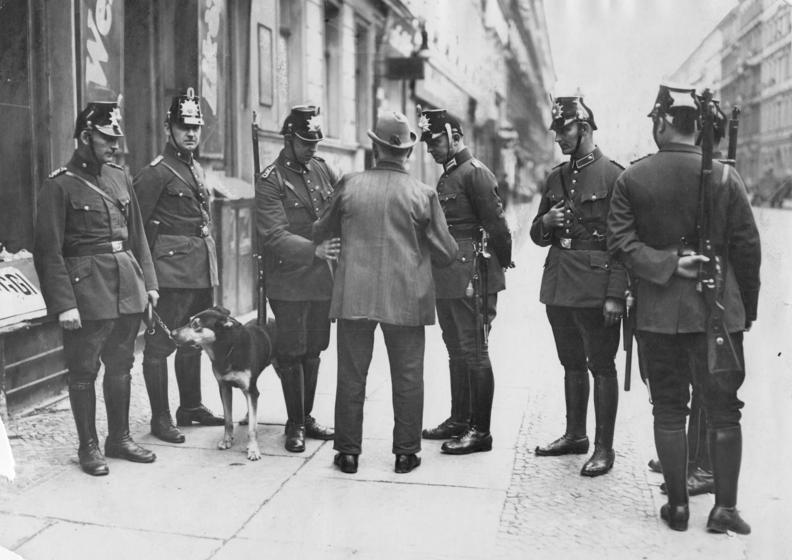
Polisrazzia på Kösliner Strasse i Wedding, 1931. Poliser kontrollerar en förbipasserande.

#### Weimarrepubliken
Under Weimarrepubliken kom den vid det här laget omkring 15 000 man starka polisen i Berlin att nyorganiseras och förlorade sin militära struktur. År 1920 grundades Schutzpolizei. Efter att Kappkuppen 17 mars 1920 misslyckats kom reaktionära polisofficerare, bland dessa chefen för skyddspolisen Dietrich Georg Milchlin von Schönstadt och dennes stabschef överste Arens, att tas ur tjänst och ersättas med republiklojala ämbetsmän. Bland de nya ämbetsmännen var militärhistorikern Kurt von Priesdorff som 23 mars 1920 utnämndes till poliskommendör och geheimeråd och kort därefter blev inspektör för Berlins säkerhetspolis (SiPo).
År 1926 anställdes de första kvinnliga poliserna. Under ledning av polispresident Albert Grzesinski (SPD) och vice polispresident Bernhard Weiss (DDP) var Berlinpolisen en av de få tyska polismyndigheterna som agerade konsekvent mot våldsamma aktiviteter från KPD och NSDAP. Grzesinskis efterträdare som polispresident blev Karl Zörgiebel, fram till att denne tvingades i pension i november 1930 till följd av den kritiserade blodiga polisinsatsen vid Blutmai 1929. Efter Preussenschlag 1932 kom ledande demokrater och republiktrogna bland polisämbetsmännen som Weiss att tvingas bort från sina ämbeten genom arresteringar och påtryckningar, för att istället ersättas med NSDAP-sympatisörer.

#### Nazityskland
Den 15 februari 1933 utnämndes Magnus von Levetzow till Berlins polispresident och ersattes i juli 1935 av Wolf-Heinrich von Helldorff. Under Nazityskland upplöstes alla tyska delstatspoliskårer och polisen underställdes istället Reichsführer-SS, Heinrich Himmler. Den politiska polisen omvandlades till Gestapo. Alla poliser som var aktiva medlemmar i demokratiska partier avskedades från polistjänsten. De olika poliskårerna var under Nazityskland direkt delaktiga i statens brott mot mänskligheten.

### Under Berlins delning (1945–1990)

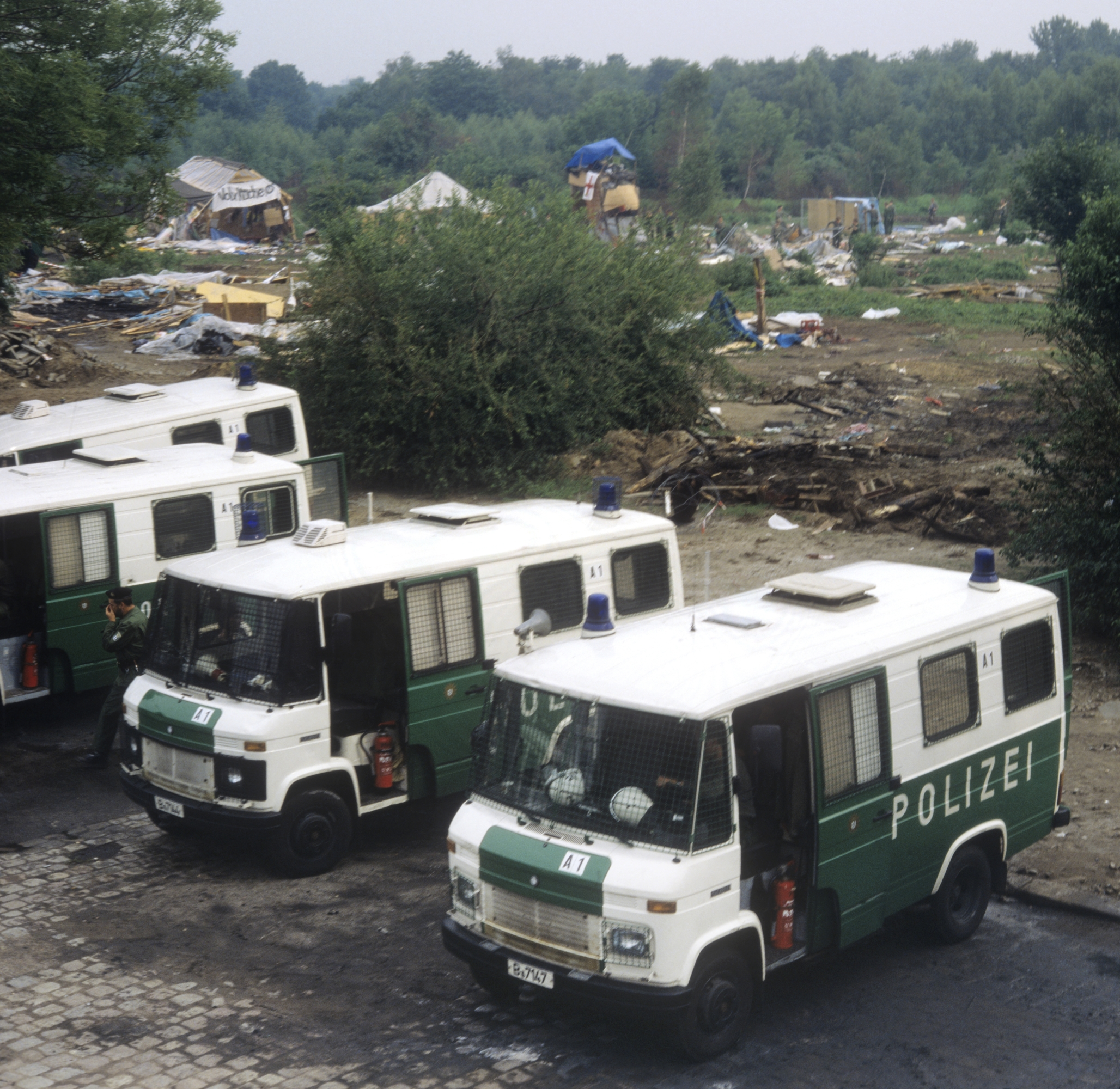
Polisfordon från Västberlin med den karakteristiska grön-vita lackeringen, 1988.

Efter slutet på andra världskriget kom Berlinpolisen under den första tiden att direkt lyda under den sovjetiska ockupationsmakten. Den förste polispresidenten efter krigsslutet blev Paul Markgraf, tidigare officer i Wehrmacht och medlem av KPD, sedermera SED. Markgraf kom att suspenderas på grund av anklagelser om maktmissbruk från Berlins magistrat och den tillförordnade överborgmästaren Louise Schroeder och han ersattes istället av Johannes Stumm. De sovjetiska ockupationsmyndigheterna lät dock Markgraf förbli i ämbetet inom den sovjetiska ockupationssektorn vilket var en av de första åtgärder som ledde till en varaktig delning av organisationen mellan Väst- och Östberlin. 
I Västberlin inrättades den permanenta polismyndigheten 1948. Samma år skapades Wachpolizei med mellan två och tre tusen anställda, som assisterade skyddspolisen bland annat med övervakning av stationära objekt. Sammanlagt hade polisen omkring 13 000 anställda. I den sovjetiska ockupationssektorn uppstod däremot först polisstyrkor av paramilitär karaktär, som senare de kvartersansvariga poliserna, hjälppoliser anknutna till Volkspolizei och Freie Deutsche Jugends ordningsavdelningar anslöts till. Från mitten av 1950-talet övergick Östberlins polis från civila till militära beteckningar på tjänstegrader. Delningen av Berlins polis kom i slutänden att medverka till Berlinmurens uppförande 1961.

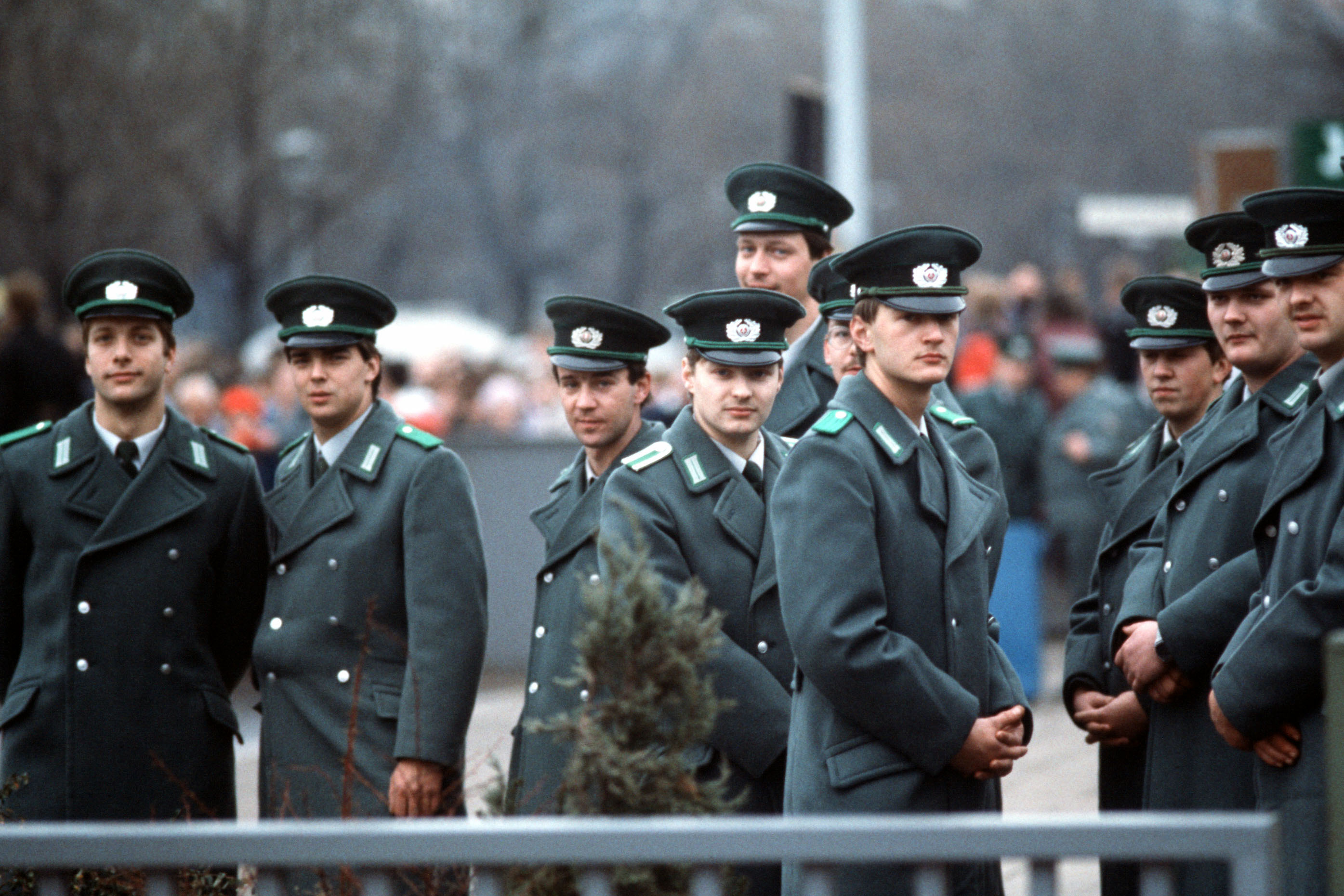
Östtyska folkpoliser i Berlin 1989.

Under studentrörelsernas och demonstrationernas tid i slutet av 1960-talet kom de interna polisstrukturerna i Västberlin att liberaliseras. Mellan 1972 och 1976 kom de tidigare 113 kvarterspolisdistrikten att läggas ihop till 27 större områden. Den tidigare blåa tjänsteuniformen avskaffades 1977 och ersattes med den nya beige-gröna standarduniformen för Västberlins skyddspolis.
Genom lagen om den frivilliga polisreserven (FPR) från 25 maj 1961 bildades i Västberlin, som en reaktion på de beväpnade arbetarförbanden i Östberlin, en organisation där Berlinbor kunde delta som frivilliga för stadens säkerhet ideellt. På grund av den nödvändiga tjänstledigheten för grundutbildning och återkommande repveckor bestod den frivilliga polisreserven framförallt av manliga anställda i offentlig tjänst. Grundutbildning genomfördes i två veckor och innehåll bland annat skjutträning med karbingevär, pistol och kulsprutepistol, tillsammans med utförlig utbildning i vapenanvändningsbestämmelser. Man övade insats mot demonstration såväl som husstrider. Den frivilliga polisreserven hade framförallt till uppgift att skydda skyddsobjekt i krissituationer. Varje medlem tilldelades ett specifikt skyddsobjekt.

### I återförenade Berlin sedan 1990

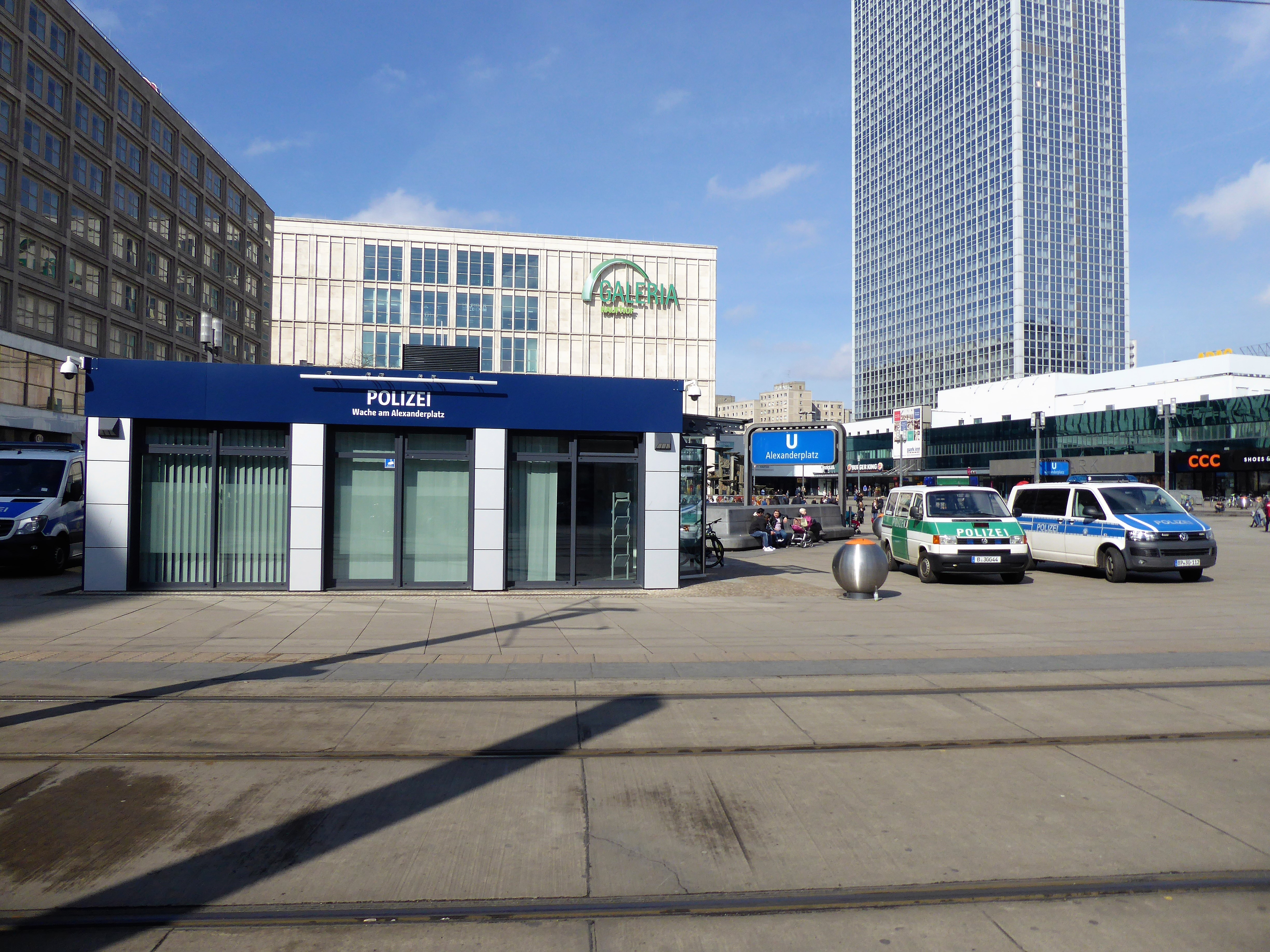
Polisstation vid Alexanderplatz, 2018.

Efter Berlinmurens fall övertog Västberlins sittande polispresident Georg Schertz rollen som polischef för hela Berlin. De 20 000 polismedarbetarna från  Västberlin och de 12 000 medarbetarna från Östberlin blandades. I det tidigare Östberlin skapades två ytterligare lokala polisdistrikt, så att hela Berlin indelades i sju lokala distrikt, senare åter sammanslagna till sex.
År 1992 skapades arbetsgruppen för polisiärt samarbete i Berlin och Brandenburg med målet att förbättra det polisiära samarbetet mellan de två förbundsländernas polismyndigheter. Arbetsgruppen sammanträder minst två gånger årligen.
Den frivilliga polisreserven ombildades 1999 till den frivilliga polistjänsten, som av kostnadsskäl lades ned 2002.
I maj 2005 öppnades Berlinpolisens online-polisstation. I början av 2010 började man anpassa uniformer och fordon till den för Tyskland standardiserade blå färgen. År 2011 infördes identifikationsmärkestvång för poliser. Sedan 2014 ligger andelen nyanställda tyska medborgare med invandrarbakgrund på över 20 procent.
Före 2013 var polisfordon tvingade att betala parkeringsavgifter på offentliga parkeringsplatser, om det inte handlade om en blåljusinsats. Detta ledde bland annat till offentliga insamlingar för polisers parkeringsböter. Efter en övergångsperiod är polisfordon sedan 2016 helt befriade från parkeringsavgifter.
För första gången i Berlinpolisens historia fick polismyndigheten en kvinnlig chef 2018, då Barbara Slowik tillträdde som Berlins polispresident.

### Lista över polispresidenter

#### Berlin 1809–1920
- 1809–1811: Justus von Gruner
- 1811–1812: Diederich Friedrich Carl von Schlechtendal
- 1812–1821: Paul Ludwig Le Coq
- 1822–1831: Ludwig Wilhelm von Esebeck
- 1831–1832: Friedrich Wilhelm Karl von Arnim
- 1832:–9999 August Wilhelm Francke
- 1832–1839: Karl von Gerlach
- 1839–1847: Eugen von Puttkamer
- 1847–1848: Julius von Minutoli
- 1848:–9999 Moritz von Bardeleben
- 1848–1856: Karl Ludwig Friedrich von Hinckeldey
- 1856–1861: Constantin von Zedlitz-Neukirch
- 1861–1862: Leopold von Winter
- 1862–1867: Otto von Bernuth
- 1867–1872: Lothar von Wurmb
- 1872–1885: Guido von Madai
- 1885–1895: Bernhard von Richthofen
- 1895–1902: Ludwig von Windheim
- 1903–1908: Georg von Borries
- 1908–1909: Ernst von Stubenrauch
- 1909–1916: Traugott von Jagow
- 1916–1918: Heinrich von Oppen
- 1918–1919: Emil Eichhorn
- 1919–1920: Eugen Ernst
- 1920:–9999 Wilhelm Richter

#### Stor-Berlin1920–1948
- 1920–1925: Wilhelm Richter
- 1925–1926: Albert Grzesinski
- 1926–1930: Karl Zörgiebel
- 1930–1932: Albert Grzesinski
- 1932–1933: Kurt Melcher
- 1933–1935: Magnus von Levetzow

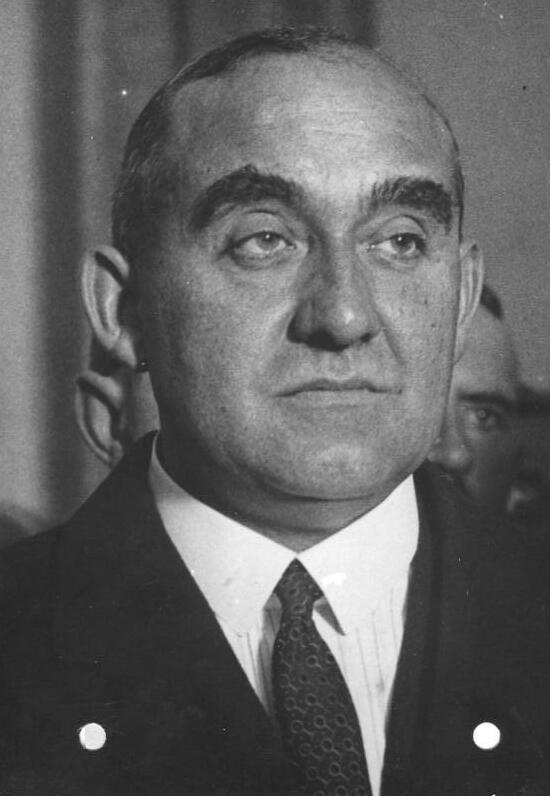
Albert Grzesinski, 1926

- 1935–1944: Wolf-Heinrich von Helldorff
- 1944–1945: Kurt Göhrum
- 1945–1948: Paul Markgraf

#### Delade Berlin 1945–1990
| Västberlin 1948–1990 - 1948–1962: Johannes Stumm - 1962–1967: Erich Duensing - 1968:–9999 Georg Moch - 1969–1987: Klaus Hübner - 1987–1990: Georg Schertz | Östberlin 1948–1990 - 1948–1949: Paul Markgraf - 1950–1953: Waldemar Schmidt - 1953–1964: Fritz Eikemeier - 1964–1975: Horst Ende - 1975–1985: Werner Gröning - 1986–1990: Friedhelm Rausch - 1990:–9999 Dirk Bachmann |

#### Återförenade Berlin sedan 1990
- 1990–1992: Georg Schertz
- 1992–2001: Hagen Saberschinsky
- 2002–2011: Dieter Glietsch

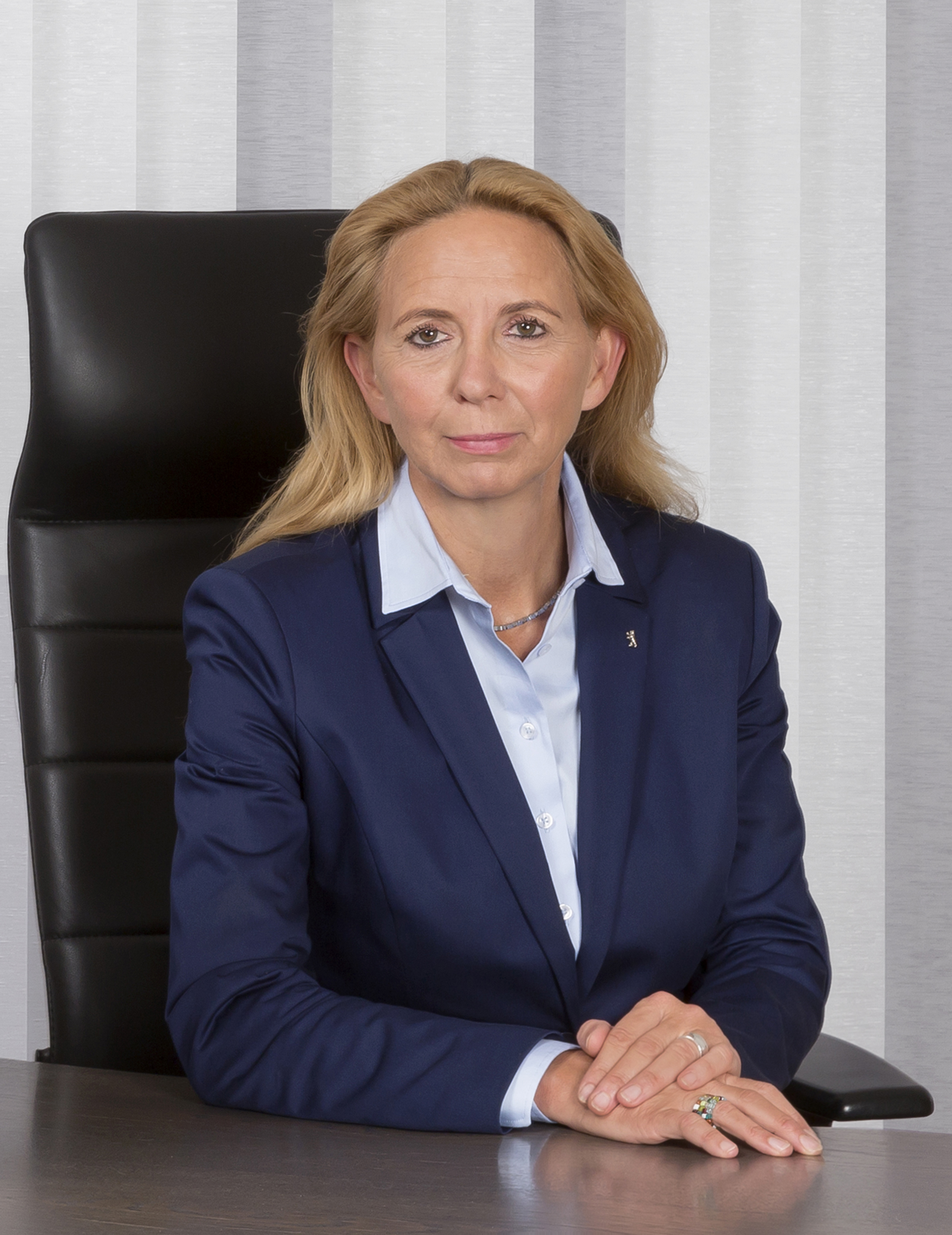
Barbara Slowik, 2018

- 2011–2012: Margarete Koppers (tillf.)
- 2012–2018: Klaus Kandt
- 2018:–9999 Michael Krömer (tillf.)
- sedan 2018:–9Barbara Slowik